# Cascatas (região)
As Cascatas (em francês: Cascades) é uma das treze regiões administrativas de Burquina Fasso criadas em 2 de julho de 2001. Sua capital é a cidade de Banfora.

## Províncias
A Região Cascatas é constituída por duas províncias:
- Comoé
- Léraba

## Demografia
| 1985    | 1996    | 2006    |
| 257 553 | 334 303 | 531 808 |